# KV32
Situé dans la vallée des Rois, dans la nécropole thébaine sur la rive ouest du Nil face à Louxor en Égypte, KV 32 a été identifié récemment comme étant l'hypogée de la reine Tiâa, épouse d'Amenhotep II et mère de Thoutmôsis IV. La tombe, non décorée, était restée inachevée. Elle fut fouillée par Victor Loret en 1898 puis par l'expédition MISR (Mission Siptah-Ramses X) de l'université de Bâle en 2000-2001.